# Lipotriches desolata
Lipotriches desolata là một loài Hymenoptera trong họ Halictidae. Loài này được Cockerell mô tả khoa học năm 1941.